# 誘惑は死の香り
『誘惑は死の香り』（原題:Fatal Affair）は2020年に配信されたアメリカ合衆国のサスペンス映画である。監督はピーター・サリヴァン、主演はニア・ロングが務めた。

## 概略
エリー・ウォーレンは弁護士として順調なキャリアを歩んでおり、夫のマーカスとの関係も良好であった。そんなある日、新しい技術コンサルタント（デヴィッド）がエリーの仕事場に配属されることになった。デヴィッドは大学時代の友人であったため、エリーは思わぬ再会を喜んだ。その後、2人がバーで思い出話に花を咲かせていると、次第に良い雰囲気になった。キスをした2人はその勢いでセックスに及ぼうとしたが、あと一歩の所でエリーはマーカスの存在を思い出し、その場から慌てて立ち去った。
その後、エリーが元の日常に戻ろうとする一方、デヴィッドは未練を断ち切ることができずにいた。デヴィッドはエリーを想うが故に正気を失っていき、ついには、マーカスを殺害すべく行動を開始するのだった。

## キャスト
- ニア・ロング - エリー・ウォーレン
- オマー・エップス - デヴィッド・ハモンド
- スティーヴン・ビショップ - マーカス・ウォーレン
- KJ・スミス - デボラ・リー
- ジェイソン・シェーン・スコット - トラヴィス・グリーン
- オーブリー・クレランド - ブリタニー・ウォーレン
- マヤ・ストヤン - コートニー
- キャロリン・ヘネシー - ジャニス
- ケイト・オルシーニ - ローラリー
- リン・アリシア・ヘンダーソン - ラーソン刑事
- フレデラ・キャロウェイ - リー・ビヴァリー
- ジェイコブ・アーロン・ゲインズ - スコット
- キム・ジャクソン - ニコール
- エステル・スワレイ - リンダ

## 製作・マーケティング
2019年10月2日、ピーター・サリヴァン監督の新作映画にニア・ロング、オマー・エップス、スティーヴン・ビショップが起用されたとの報道があった。同月、本作の主要撮影がカリフォルニア州ロサンゼルスで始まった。11月、KJ・スミスがキャスト入りした。2020年7月2日、本作のオフィシャル・トレイラーが公開された。

## 評価
本作は批評家から酷評されている。映画批評集積サイトのRotten Tomatoesには22件のレビューがあり、批評家支持率は18%、平均点は10点満点で3.88点となっている。また、Metacriticには10件のレビューがあり、加重平均値は34/100となっている。
インディワイアーのケイト・アーブランドは本作にC-評価を下し、 「演出やストーリーが控えめに過ぎて『危険な情事』もどきにすらなっていない。また、ストーリーが余りにもノロノロ進むために、『オブセッション 歪んだ愛の果て』のような駄作特有の魅力もない。ピーター・サリヴァン監督の新作『誘惑は死の香り』で最も素晴らしい部分はニア・ロングとオマー・エップスの演技である。2人のお陰で、同作はライフタイムで放送されるような駄作にならずに済んだ。」と評している。